# Alberto García Cabrera
Alberto García Cabrera (Barcelona, 9 de fevereiro de 1985) é um futebolista profissional espanhol que atua como goleiro.

## Carreira
Alberto García Cabrera começou a carreira no Rayo Majadahonda.

## Títulos
Rayo Vallecano
- Segunda División: 2017–18